# Лонцько (Малопольське воєводство)
Лонцько (пол. Łącko) — село в Польщі, у гміні Лонцько Новосондецького повіту Малопольського воєводства.
Населення — 2965 осіб (2011).
У 1975-1998 роках село належало до Новосондецького воєводства.

## Демографія
Демографічна структура станом на 31 березня 2011 року:
|          | Загалом | Допрацездатний вік | Працездатний вік | Постпрацездатний вік |
| -------- | ------- | ------------------ | ---------------- | -------------------- |
| Чоловіки | 1472    | 380                | 971              | 121                  |
| Жінки    | 1493    | 323                | 920              | 250                  |
| Разом    | 2965    | 703                | 1891             | 371                  |